# Nextwave
Nextwave est le nom d'une équipe de super-héros évoluant dans l’univers Marvel de la maison d'édition Marvel Comics. Créée par le scénariste Warren Ellis et le dessinateur Stuart Immonen, l'équipe apparaît pour la première fois dans le comic-book Nextwave: Agents of H.A.T.E. en 2006.
Cette série parodique amène un nouveau souffle dans l'univers des comics, en ressortant du tiroir des personnages secondaires de Marvel souvent « plats » et en les associant dans une même équipe, avec un humour légèrement décalé visant la parodie du monde des super-héros.
Faute d'un succès commercial suffisant, la série Nextwave est arrêtée au #12 en mars 2007, Warren Ellis refusant de continuer sans le dessinateur Stuart Immonem, affecté à la série Ultimate Spider-Man.

## Synopsis
Des héros recrutés pour lutter contre le terrorisme découvrent que leur organisation (le HATE, parodie du SHIELD) est derrière les attaques de super-vilains contre des petites villes de régions rurales, où les héros ne vont jamais. Ils décident donc de se retourner contre leurs employeurs.
Le chef du HATE (la HAINE en VF), le général Dirk Anger, est une parodie de Nick Fury. Cette série représente le HATE comme étant une organisation secrète aux motivations suspectes, dirigée par le fou Anger qui a des problèmes de maîtrise de soi et de sexualité.

## Équipe
- Monica Rambeau, anciennement la Captain Marvel II créée par le scénariste Roger Stern, devenue Photon puis Pulsar, ex-leader des Vengeurs, pouvant se changer en n'importe quel type d'énergie.
- Aaron Stack, alias Machine Man, un robot de combat aux réactions « humaines ».
- Elsa Bloodstone, fille de Bloodstone, le chasseur de monstre, une bourgeoise anglaise pure souche, mais au caractère bien trempé.
- Meltdown, ancien membre des Nouveaux Mutants et X-Force, une jeune mutante au pouvoir explosif.
- Le Captain, qui a obtenu ses pouvoirs (vol dans les airs, force surhumaine, etc.) grâce à des extra-terrestres.
- Dirk Anger, le patron du H.A.T.E. (la HAINE en VF), une parodie hilarante du directeur du SHIELD, Nick Fury.

## Récompenses
- The Young Adult Library Services Association (YALSA)
- Eagle Award
  - Favourite New Comicbook, 2007 (Award)
  - Favourite Comics Villain, 2007, Dirk Anger (Award)
  - Favourite Comics Cover Published During 2006 (nommée)